# Chloroclystis neoconversa
Chloroclystis neoconversa är en fjärilsart som beskrevs av Inoue 1971. Chloroclystis neoconversa ingår i släktet Chloroclystis och familjen mätare. Inga underarter finns listade i Catalogue of Life.